# أغيوس باولوس (ثيسالونيكي)
أييوس باولوس (Άγιος Παύλος) هي مدينة في ثيسالونيكي في مقاطعة فوريا إلادا في اليونان.
يبلغ عدد سكانها حوالي 8630 نسمة.

## أعلام
- جيورجوس كوداس